# 恩納通信所
恩納通信所 (おんなつうしんしょ、Onna Communication Site) とは沖縄県恩納村字恩納にあった米海兵隊の通信施設。北側に隣接する恩納村VOA送信所と共に、1954年に恩納村の平野部を接収して建設され、1995年に返還されたが、施設内からPCBやカドミウム、水銀などが検出され、その後の跡地開発を困難にさせている。

## 恩納通信所
- 恩納通信所（施設番号：FAC6013）
- 所在地：恩納村字恩納
- 面積：約 599 千㎡
- 工作物：兵舎、マイクロ・ウェーブ鉄塔、発電所、ヘリパッド

1953年4月 - 米空軍 恩納ポイント通信所 (Onna Point) として使用開始。
1972年5月15日 - 空軍から海兵隊に移管。「恩納通信所」(Onna Communication Site) として、通信所および事務所として使用開始
1977年 - 北側に隣接する恩納村VOA通信所が返還される。
1982年3月31日 - 第3海兵師団偵察大隊がキャンプ・シュワブに移駐。 

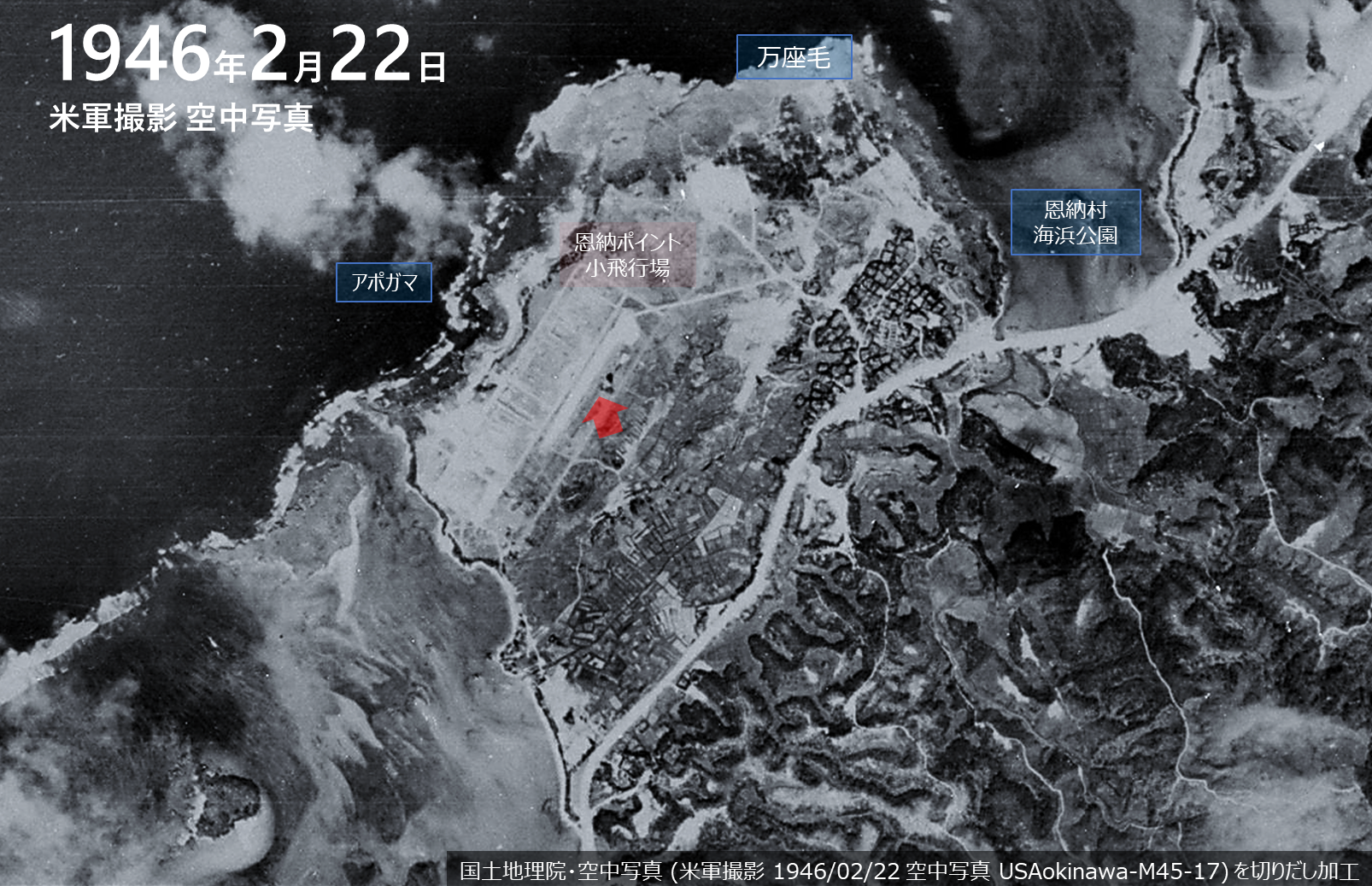
1945年4月24日に完成した米軍の恩納ポイント小飛行場

1995年11月30日 - 全面返還

## 歴史

### 恩納ポイント小飛行場
1945年4月16日、上陸した米軍は恩納ポイントにパイパー用小飛行場の建設をはじめ、4月20日に使用開始、4月24日に305ｍx40mの滑走路が完成した。

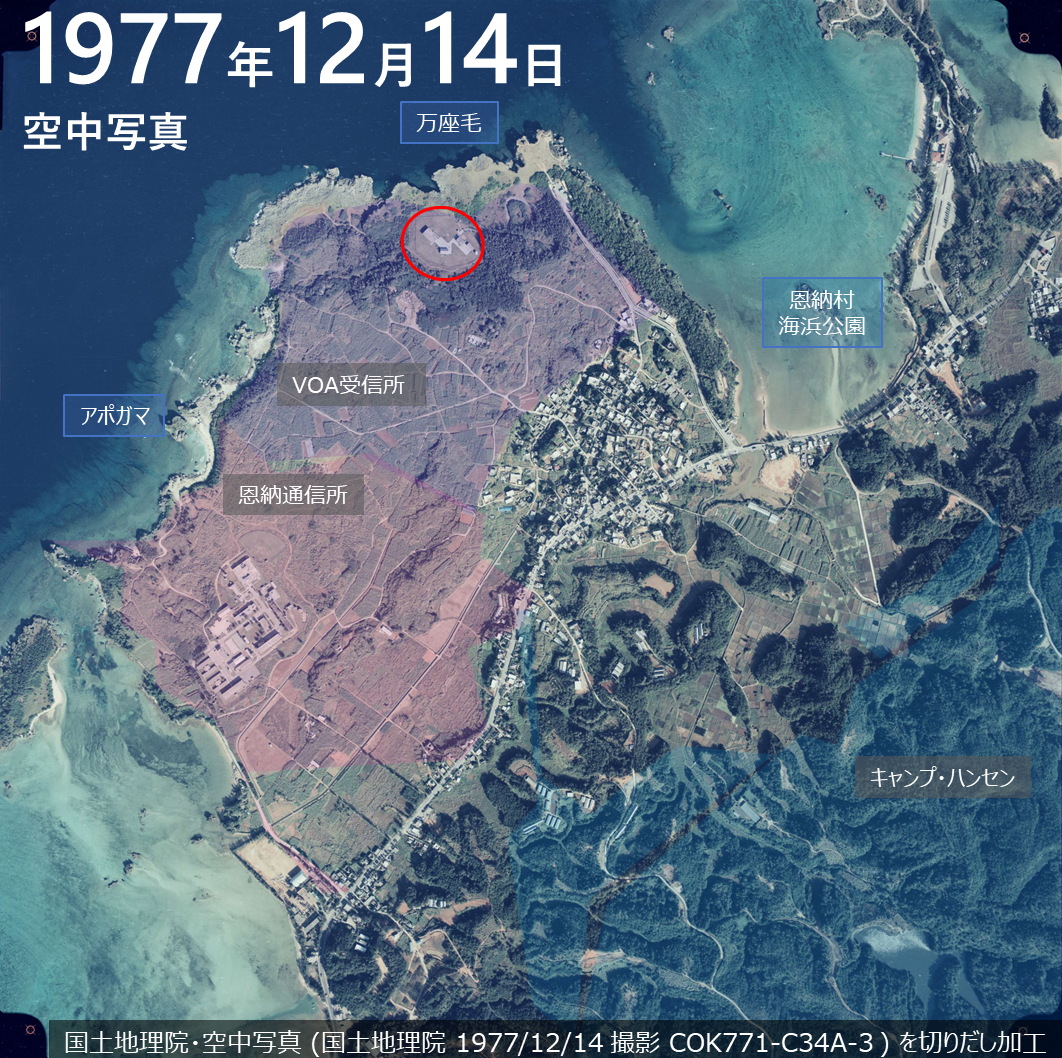
恩納通信所と隣接する恩納VOA通信所、また南側にあるキャンプ・ハンセン。

### 強制接収
1953年4月3日、米軍は布令第109号「土地収用令」を公布し、それからほぼ1週間後の4月12日に真和志村銘苅を皮切りに、読谷村渡具知、小禄村具志、伊江村真謝、宜野湾村伊佐浜など、有用性の高い平野部の土地を次々と接収していった (銃剣とブルドーザー)。山が海岸近くまでせりだす地形の多い恩納村で、唯一、平らな土地が広がる恩納地区の平地も、同じ頃、米軍によって接収されている。
沖縄公文書館に残されている当時の琉球列島米国民政府の記録「琉球警察報告書」における恩納村に関する資料「軍事使用の土地接収に関して開かれた会議」によると、恩納区公民館で1954年4月13日15時から16時50分にかけて村の会議が開かれており、(1) 米国民政府 (USCAR) から「南恩納区の西側のすべてのエリア」を米軍に明け渡すか譲渡するか、と要求されていること (2) 没収する面積は14万8千坪にもなり、そのことで恩納区及び南恩納区の農地の約3分の2が失われること等、および民政府の公安警察がこの会議に出席した人物名と発言内容などをすべて英文で記録している。恩納村の会議では満場一致で、米国民政府、行政主席、立法院議長に陳情書を提出することを決議し、村長並びに141名が陳情書に名を連ねた。請願要旨には、恩納村唯一の穀倉地帯にして、約1000人の食糧を確保し得る優秀な耕地であり、軍用地として接収されれば耕地を失うことで食糧事情が深刻化し、さらに「貧困なる村財政」の運営に支障をきたすと訴えている。

### 返還
1995年11月30日、全返還された。

## 残留有害物質
返還以前から、恩納通信所から排出される汚染水が沿岸汚染の一因となっていた。恩納VOA送信所は1977年に返還されたが、恩納通信所は1995年11月30日に返還された。
1996年3月19日、前年度に返還された恩納通信所跡地の既存建築物の解体工事中に、汚水処理槽内の汚泥や流出口付近からPCBや水銀、カドミウム、鉛、ヒ素等の有害物質が検出された。日米地位協定では施設返還に際し、環境などの原状回復義務がなく、米軍が一時保管にも難色を示したため、防衛施設庁は自衛隊恩納分屯地に移送し一時保管する事を決定。1998年3月11日､約104トン (ドラム缶694本) のPCB含有汚泥の搬送が完了した。
2002年4月12日、今度はその自衛隊恩納分屯基地の旧汚水処理施設からPCBが検出された。航空自衛隊恩名分屯基地は米陸軍がナイキミサイル基地として使用していたものを引き継いだ土地であった。
2012年、米海兵隊基地跡地から見つかったものとあわせ、PCB含有汚泥管理のための保管庫の設置等費用として、2010年までの時点で合計で約2億1800万円の費用がかかっていたことが明らかになった。
2013年11月12日、PCBを含むドラム缶約1800本分の汚泥を福島県内の処理施設で処分するため、航空自衛隊が搬出作業を始める。
2014年、福島県の処理施設へ搬送したPCB等の無害化処理が完了。

## 跡地開発とカジノ
1995年の返還後、すぐに発覚した有害物質等の土壌汚染が解決されず跡地開発は長期的に停滞した。
1999年、民間事業者がゴルフ場・健康増進施設の開発を進めていたが、地主の合意が得られず断念。
2001年12月、返還地の一部に沖縄亜熱帯計測技術センターが完成する。
2006年、自民党系の仲井眞弘多県政 (2006年 - 2014年)
2007年8月、恩納通信所跡地利用計画推進委員会が設立され、恩納通信所返還跡地利用地主会とともに、複数事業者の開発案の募集と検討を行う。
2008年3月、返還地の一部に「ふれあい体験学習センター」が完成する。
2009年3月、恩納通信所跡地利用計画推進委員会は、マレーシアの不動産会社ベルジャヤ・ランドに優先的に、まちづくりに関する包括的な開発事業の契約を交わす方針を決める。
2014年10月30日、マレーシアの大手財閥「ベルジャヤグループ」創立者のヴィンセント・タンが米誌ブルームバーク通信にて、恩納通信所跡地でのカジノ開発を検討していることを明らかにした。タンはインタビューでカジノについて「日本などの国を除き、利ざやが小さくなってきている」と語り、日本でカジノとホテル等の複合リゾート施設(IR)を可能にする「IR整備推進法（カジノ整備推進法）」に期待をよせていた。ちなみに現在、沖縄県はカジノ誘致に反対の立場を取っている。
2019年2月18日、大手IR企業ベルジャヤ・グループと世界的ホテルブランドのフォーシーズンズホテルは18日、恩納村の恩納通信所跡地にホテル120室とレジデンス120室とヴィラ30棟のリゾートホテル「フォーシーズンズリゾートアンドプライベートレジデンス沖縄」の開発計画を発表した。四年がかり総開発費は約442億円を想定していた。
2020年10月28日、ベルジャヤ・グループは、恩納村の米軍恩納通信所跡地で「フォーシーズンズリゾートアンドプライベートレジデンス沖縄」の起工式を行った。2024年夏ごろの開業を目指す。
2024年3月4日、ベルジャヤ・グループは、恩納村にて「フォーシーズンズ・リゾート・アンド・プライベート・レジデンス沖縄（仮称）」の起工式を開催した。総工費約1000億円で、2027年夏の開業を目指す。